# Derek Parfit
Derek Parfit (ur. 11 grudnia 1942 w Chengdu, zm. 1 stycznia 2017 w Oksfordzie) – brytyjski filozof zajmujący się głównie problemem tożsamości osobowej, racjonalnością i etyką (te trzy tematy są w pracach Parfita ściśle powiązane ze sobą).
Jego najbardziej znaną książką jest wydana w 1984 roku Reasons and Persons. Pracował jako wykładowca (Senior Research Fellow) na All Souls College w Oksfordzie oraz profesor wizytujący filozofii na Uniwersytecie Nowojorskim, Harvardzkim i Rutgers University.

## Wybrane prace
- 1984: Reasons and Persons, Oxford University Press
- 1997: Reasons and Motivation, The Aristotelian Soc. Supp. Vol. 77: s. 99–130
- 2011: On What Matters